# Bobota (Sălaj)

Lage im Kreis Sălaj

Bobota (veraltet Derșida Mare, Dobra Mare; ungarisch Nagyderzsida) ist eine Gemeinde im Kreis Sălaj in der Region Siebenbürgen in Rumänien.

## Lage
Die Gemeinde Bobota befindet sich im hügeligen Gebiet der Marginalen Plattform von Sălaj, im Kontaktbereich der Toglaciului-Hügel mit dem Crasna-Korridor und dem Sălăjan-Vorland. Sie grenzt im Südwesten an die Gemeinde Camăr, im Süden an die Gemeinden Sărmășag, Măeriște und Carastelec, im Osten an die Gemeinde Chieșd. Im Norden an die Gemeinden Supur und Săcășeni, bzw. im Westen an Cehal des Kreises Satu Mare.

## Geschichte
Urkundliche Erwähnungen belegen die Existenz menschlicher Siedlungen hier seit der Antike. Das Dorf Bobota wurde, nach unterschiedlichen Angaben, im Jahr 1213 oder 1214 unter dem Namen villa Babud erstmals urkundlich erwähnt, Derșida im Jahr 1349 und Zalnoc, ein historisch bedeutendes Dorf im 13. bis 16. Jahrhundert, erstmals im Jahr 1205 unter dem Namen Zunuchy.
In der Nähe des Ortes befand sich die Zanok-Festung, die den Zanuchi-Grafen gehörte, von denen das Dorf seinen Namen hat. In der Festung befand sich das Salzamt, das ganz Ungarn mit Salz versorgte. Die meisten Bürger glauben, dass Zalnoc die Hauptstadt des Komitats Solnoc war, und sichtbare archäologische Spuren sind erhalten geblieben, ähnlich denen des Kastells Dăbâca. Ein vertikaler Brunnen und ein Seitenarm davon wurden ebenfalls entdeckt.

## Demografie
Laut der Volkszählung von 2021 beträgt die Bevölkerung der Gemeinde Bobota 3527, was einem Rückgang im Vergleich zur Volkszählung von 2011 entspricht, als 3766 Einwohner registriert wurden. Die Mehrheit der Einwohner sind Rumänen (78,68 %), mit einer Minderheit von Roma (15,34 %), und bei 5,59 % ist die ethnische Zugehörigkeit unbekannt. Aus konfessioneller Sicht sind die meisten Einwohner orthodox (86,76 %), mit einer Minderheit von Pfingstlern (6,07 %), und bei 5,78 % ist die religiöse Zugehörigkeit unbekannt.

## Politik und Verwaltung
Die Gemeinde Bobota wird von einem Bürgermeister und einem Gemeinderat bestehend aus 13 Räten verwaltet.

## Wirtschaft
Die Wirtschaft der Gemeinde ist überwiegend landwirtschaftlich geprägt, basierend auf dem Pflanzenanbau und der Viehzucht.
Die natürlichen Ressourcen der Gemeinde, die verwertet werden können, sind Kohle, Ton, alluvialer Sand, eisenhaltiges Mineralwasser, schwefelhaltiges und bikarbonathaltiges Wasser.
Das Mineralwasser wurde früher in den Bädern des Dorfes Zalnoc genutzt, die heute in einem fortgeschrittenen Verfallszustand sind.

## Sehenswürdigkeiten
- Holzkirche "Erzengel Michael und Gabriel" in Derșida, erbaut im 18. Jahrhundert, historisches Denkmal
- Holzkirche in Zalnoc, erbaut im Jahr 1700, historisches Denkmal
- Corneliu-Coposu-Gedenkhaus, Dorf Bobota
- Heldenfriedhof im Dorf Bobota
- Kulturzentrum Șincai-Coposu, Bobota, eingeweiht am 22. November 1998.[4]
- Șincai-Brunnen, Bobottenheim
- Schwefelquelle in Zalnoc
- Schwefelquelle, eisenhaltige Quellen in Bobota.[4]
- Archäologische Stätte in Bobota

## Persönlichkeiten
- Clara Maniu (1842–1929), war eine Feministin und Frauenrechtlerin[9]
- Corneliu Coposu (1914–1995), war ein Politiker
- Alexandru Bologa (* 1995), im eingemeindeten Dorf Derșida, ist ein Judoka.[10]

## Bibliografie
- V. Cormoș: Sălaj County, Monographie, Ed. Sport Turism, Bukarest 1980
- P. Mór: Monographie des Komitats Sălaj, Ed. Meridiane 1902
- T. Morariu, V.Sorcovski: Kreis Sălaj, Ed. Academiei RSR, Bukarest 1972